# 데이비드 베니오프

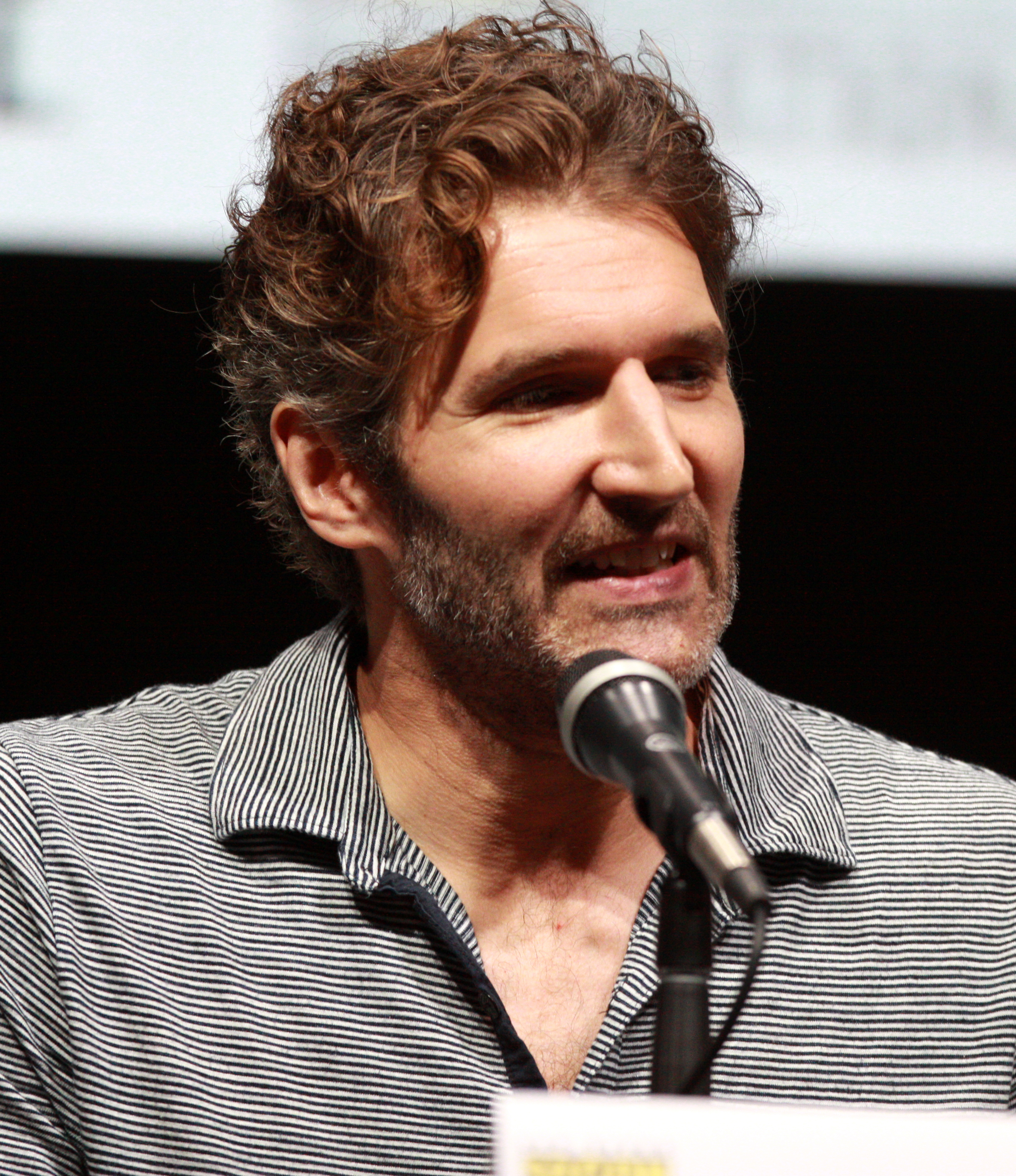
데이비드 베니오프

데이비드 베니오프(David Benioff, 1970년 ~ )는 미국의 극작가, 소설가이다.